# Smith & Wesson Model 500

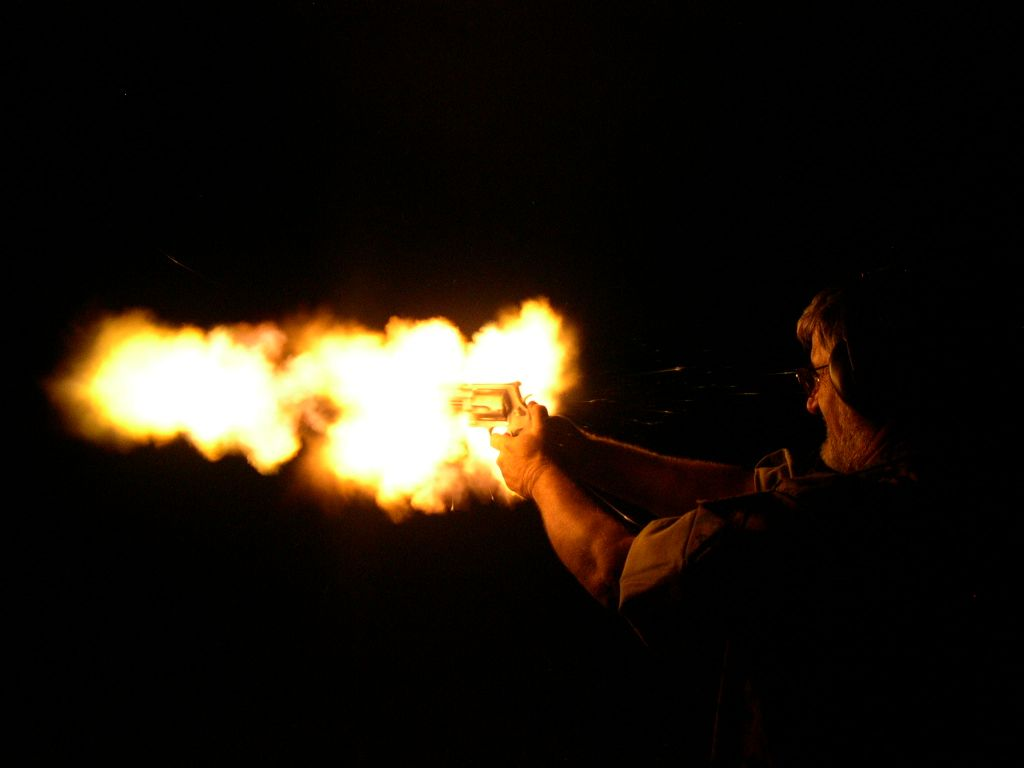
S&W Model 500 sendo disparado à noite.

O Smith & Wesson Model 500 é um revólver de cinco tiros, dupla ação e de grosso calibre, produzido pela Smith & Wesson, disparando o cartucho .500 S&W Magnum.

## Design
O Model 500 foi construído na inteiramente nova X-Frame (em português: "Armação X"), que foi desenvolvida exclusivamente para lidar com a imensa velocidade e pressão de saída geradas pelo disparo do cartucho .500 Magnum. Está entre os revólveres mais poderosos do mundo desde seu lançamento original em 2003 e é comercializado como "a arma curta mais poderosa do mundo" pela fabricante.
O Model 500 pode disparar um projétil pesando 350 gr (22,7 g) a 602 m/s, gerando uma energia de saída de mais de 4,1 kJ e um momento de 13,7 newton segundos. Cartuchos comerciais estão disponíveis em pesos de projétil que variam de 275 (18,7 g) a 700 gr (45,3 g). O Model 500 é capaz de disparar o cartucho .500 S&W Special, mais curto. O Modelo 500 também pode disparar projéteis de até 700 gr (45,3 g), resultando em quantidades massivas de recuo e poder de parada supremo, esse cartucho é incomparável em termos de energia no mundo das armas curtas. Este projétil é fabricado pela Underwood Ammunition Company.
Em vez de um cano tradicional, o S&W 500 usa um tubo estriado dentro de uma cobertura de cano que é presa à tensão pela frente. Esse tensionamento leva à estabilidade, tornando os canos mais baratos de produzir e resultando em um revólver mais preciso.
O travamento do tambor é realizado por um pino central na parte traseira deste e um trava de esfera na armação.
O design avançado da arma de fogo ajuda a neutralizar o recuo sentido pelo atirador. Isso inclui o peso da arma de fogo, o uso de cabos de borracha, o equilíbrio para a frente e o uso de um compensador. Em certos modelos do S&W Performance Center, o compensador é substituído por um freio de boca.

## Recepção
Artigos, declarações e opiniões variam muito a respeito dessa arma de fogo. Pode-se confiar em qualquer um dos pesos de projétil disponíveis abater animais em um alcance superior a 183 m, um feito correspondido por apenas algumas armas curtas.
Como a maioria das armas curtas de grande calibre, o Model 500 é adequado para aplicações esportivas e de caça. A alta energia desses cartuchos torna possível caçar animais africanos extremamente grandes com sucesso.

## Variantes
- Model 500ES: Revólver snubnose Emergency Survival de aço inoxidável, com cano de 2,75" e cabo da Hogue de cor laranja-segurança (não é mais fabricado desde dezembro de 2009).[4]
- Model 500: Cano de 3,5", de aço inoxidável e com mira de fibra óptica HI VIZ®.[4]
- Model 500: Cano de 4", de aço inoxidável e com dois compensadores.[4]
- Model 500: Cano de 6,5", de aço inoxidável e com compensador.[4]
- Model 500: Cano de 7,5", de aço inoxidável e com freio de boca.[4]
- Model 500: Cano de  8,38", de aço inoxidável e com compensador.[4]
- Model 500 HI VIZ®: Cano de 8,38", de aço inoxidável e com compensadores intercambiáveis.[4]
- Model 500: Cano personalizado de rifle alemão Lothar-Walther de 10,5", com acabamento em aço inoxidável fosco e freio de boca.[4]

Outras variantes estão disponíveis na Smith & Wesson Performance Center. Como todos os revólveres da Smith & Wesson, as variantes "personalizadas" estão disponíveis em produções especiais com um pedido mínimo de 500 unidades. Um exemplo é o John Ross Performance Center 5" .500 S&W Magnum, que possui um cano de 5 polegadas com uma rosca de cano externa em vez de um freio de boca ou compensador e uma mira frontal Millet.

## Galeria

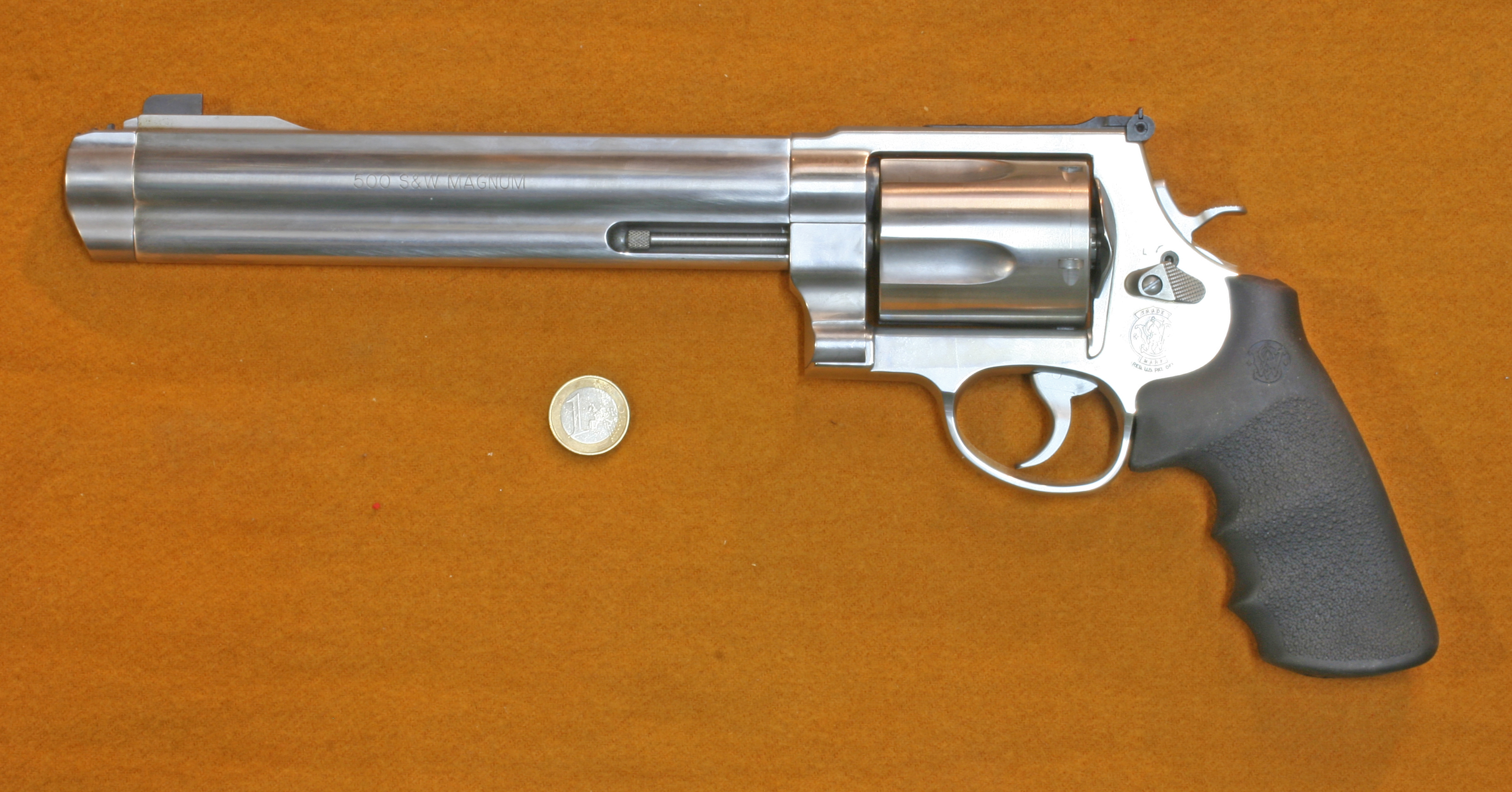
Um S&W Model 500 junto a uma moeda de 1 euro.
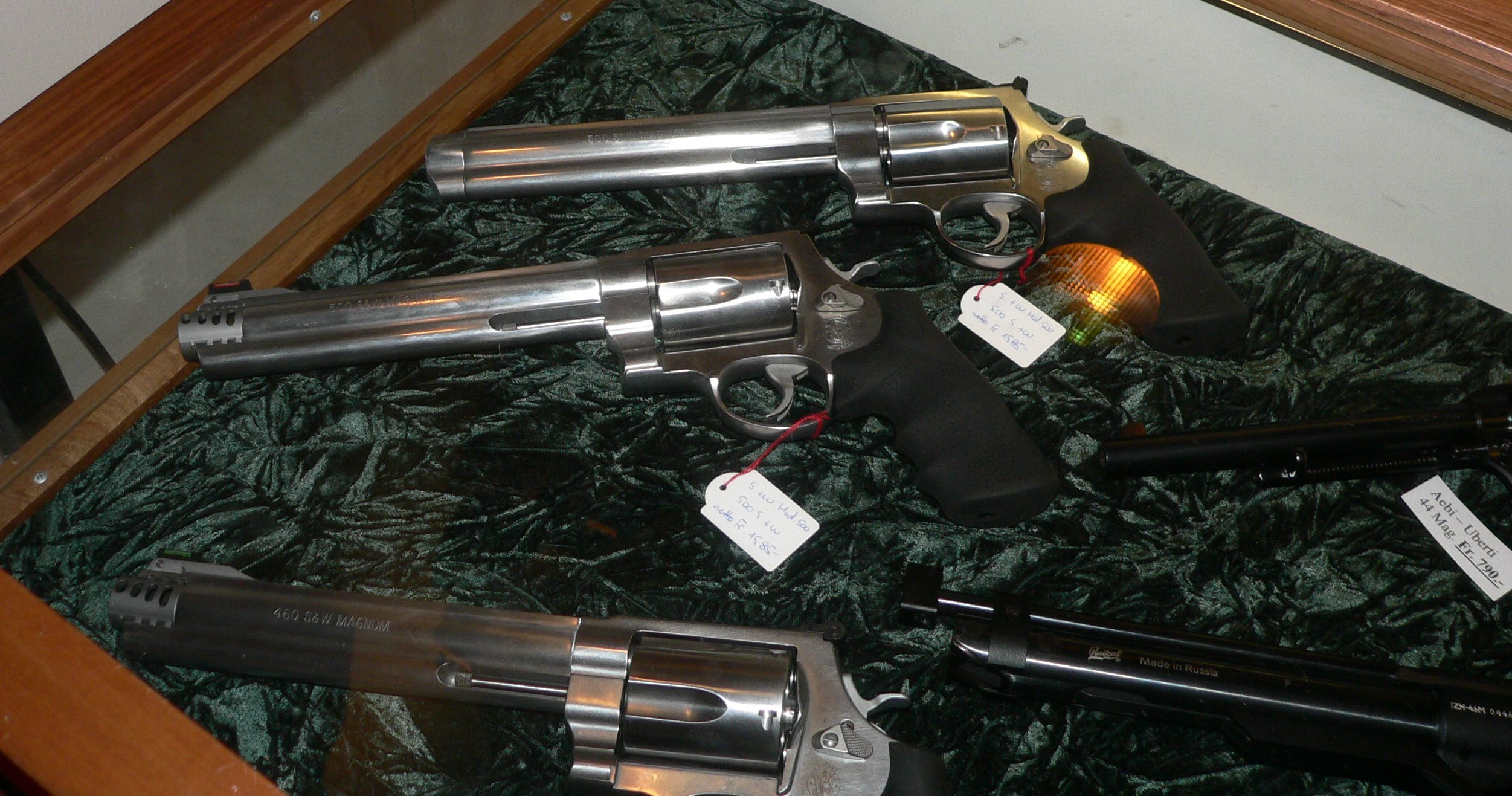
Dois S&W Model 500 (acima).
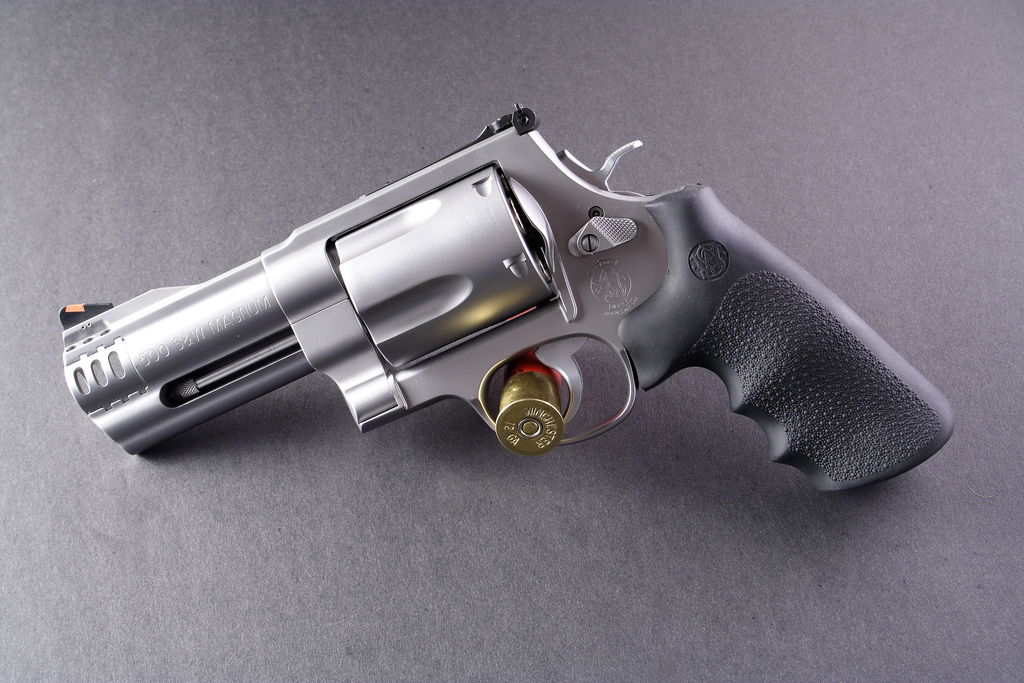
Um S&W Model 500 com cano curto.
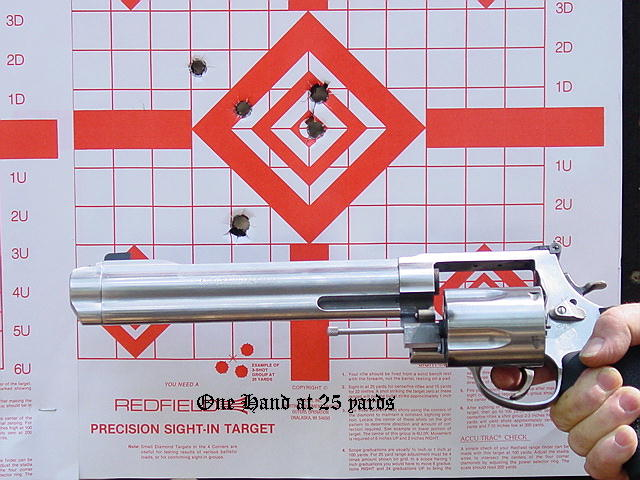
Agrupação de disparos feitos com um S&W Model 500.
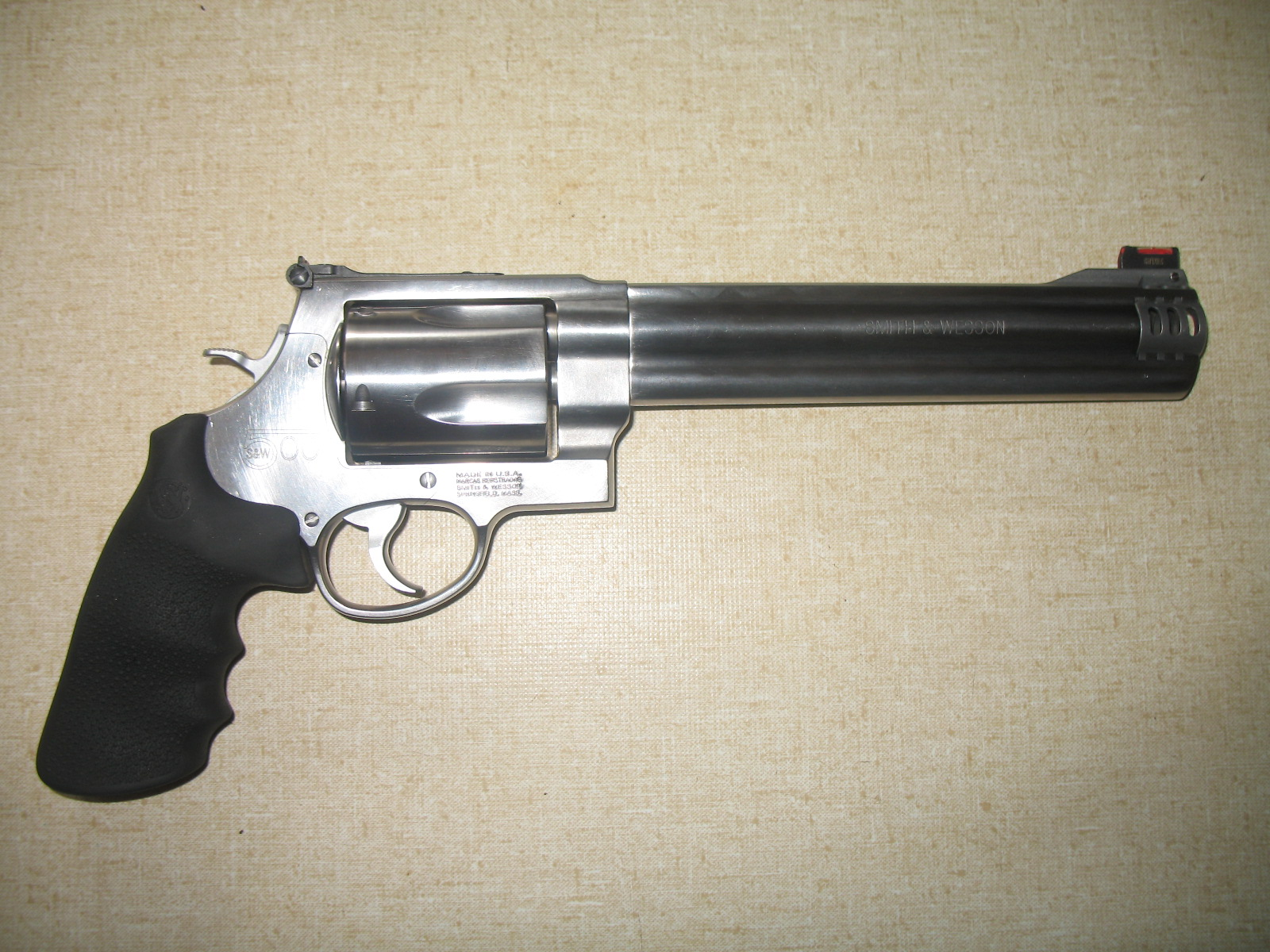
S&W Model 500.
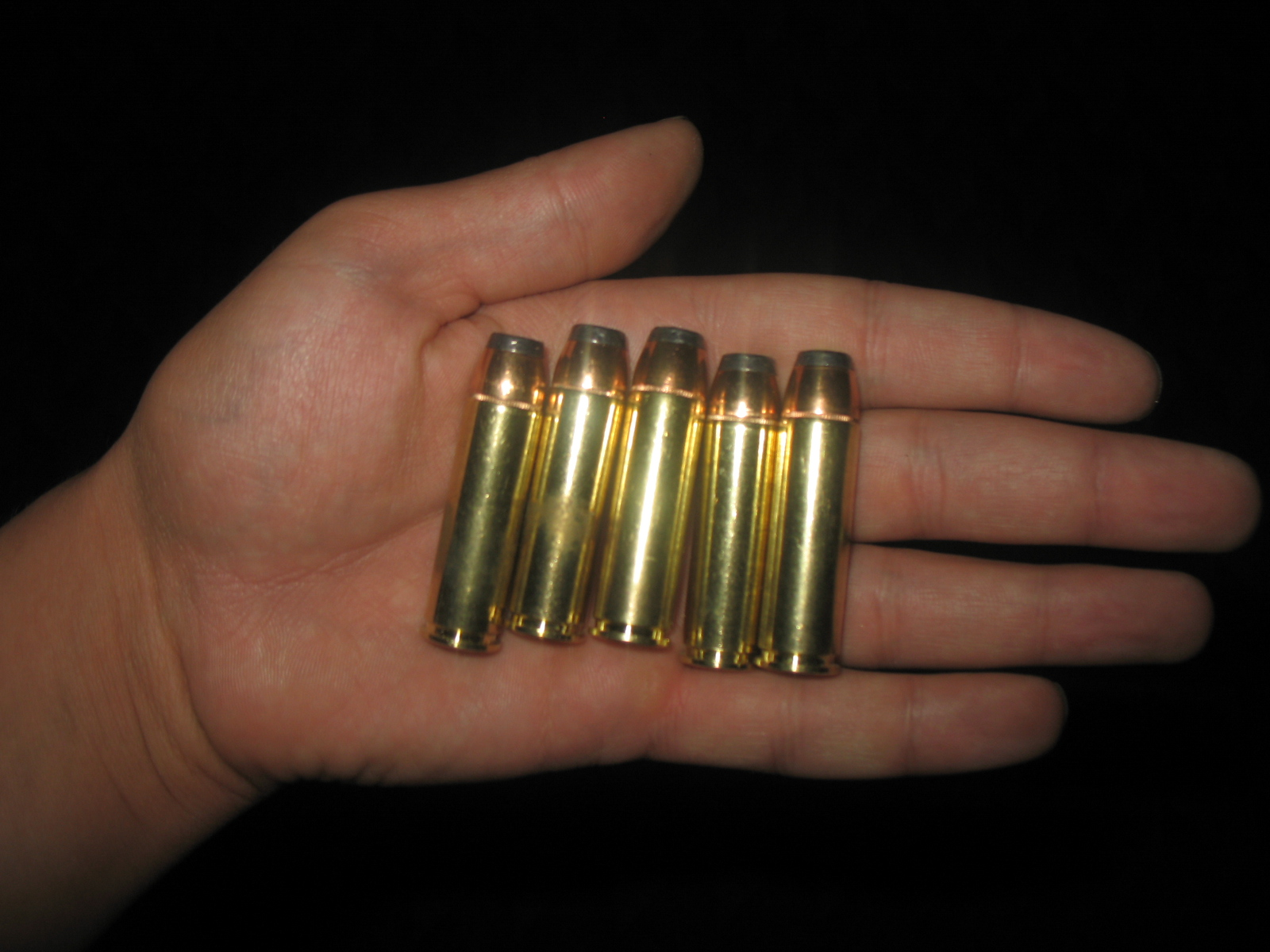
Cinco cartuchos .500 S&W Magnum.